# Meriania versicolor
Espèce
Statut de conservation UICN

 EN  : En danger
Meriania versicolor est une espèce de plantes à fleurs de la famille des Melastomataceae endémique de Colombie.

## Publication originale
- Caldasia 8: 534, f. 2. 1962.